# Asmedia
Asmedia är ett släkte av skalbaggar. Asmedia ingår i familjen långhorningar.
Kladogram enligt Catalogue of Life:
| Asmedia | \| \| Asmedia flavofasciata \| \| \| \| \| \| Asmedia mimica \| \| \| \| |
|         | \| \| Asmedia flavofasciata \| \| \| \| \| \| Asmedia mimica \| \| \| \| |
|         | Asmedia flavofasciata                                                    |
|         |                                                                          |
|         | Asmedia mimica                                                           |
|         |                                                                          |